# Bonnie Tsui
Bonnie Tsui   (Nova York, 1977) és una escriptora, periodista, nedadora i surfista nord-americana d'origen hongkongès. Es va graduar a la Universitat Harvard en literatura anglesa i Americana. El 2021 vivia a la badia de San Francisco, estant la seva vida sempre lligada a l'aigua. El 2009 va publicar American Chinatown: A People’s History of Five Neighbourhoods, guanyadora del premi de literatura nord-americana asiàtica/pacífica 2009-2010, on explora les lluites de classes, rivalitats, costums i dialectes dels barris xinesos de les ciutats. El 2019 va rebre la beca National Press Foundation i el premi Jane Rainie Opel Young Alumna de la Universitat Harvard. El 2020, va publicar Why We Swim, on aprofundeix en la història de l'esser humà i la seva relació amb l'aigua, i que figura en la llista dels 100 llibres que cal llegir el 2020 segons la revista Times.